# Gmina Zakrzew (Powiat Lubelski)
Die Gmina Zakrzew ist eine Landgemeinde im Powiat Lubelski der Woiwodschaft Lublin in Polen. Ihr Sitz ist das gleichnamige Dorf.

## Gliederung
Zur Landgemeinde (gmina wiejska) Zakrzew gehören folgende 16 Ortschaften mit einem Schulzenamt (solectwo):
Annów
Baraki
Boża Wola
Dębina
Karolin
Majdan Starowiejski
Nikodemów
Ponikwy
Szklarnia
Targowisko
Targowisko-Kolonia
Tarnawka Pierwsza
Tarnawka Druga
Wólka Ponikiewska
Zakrzew
Zakrzew-Kolonia